# Iroha
外園彩羽（日语：／ Hokazono Iroha，2008年2月4日—），日本女歌手，藝名Iroha（韓語：이로하），2023年，參加選秀節目《R U Next?》，最終以排名第四的成绩成為女子音樂團體ILLIT一員，並於2024年3月25日透過迷你專輯《Super Real Me》正式出道。

## 演藝生涯

### 出道前
Iroha出生於日本東京都町田市。11歲時，成為JYP娛樂的練習生，一年後轉至HYBE，在HYBE當三年練習生後，參加選秀節目《R U Next?》。

### 《R U Next?》時期
2023年，參加JTBC與BELIFT LAB合辦的選秀節目《R U Next?》。9月1日，以最終排名第四成為ILLIT一員。

### ILLIT時期
2024年3月25日，發行首張迷你專輯《Super Real Me》，正式以ILLIT成員出道。2025年2月10日，與Moka擔任日本《ラロッシュポゼ》UV形象大使。5月20日，出演節目《THE DANCE DAY》。

## 外部連結
- ILLIT的X（前Twitter）（成員）